# Liste der Nummer-eins-Hits in Neuseeland (1973)
Diese Liste enthält alle Nummer-eins-Hits in Neuseeland im Jahr 1973. Es gab in diesem Jahr 15 Nummer-eins-Singles.
| Singles |
| --- |
| - Für die Zeit vom 29. Dezember 1972 bis zum 1. Februar 1973 wurde keine Hitparade veröffentlicht. - Lobo – I’d Love You to Want Me - 3 Wochen (2. Februar – 22. Februar) - Carly Simon – You’re So Vain - 4 Wochen (23. Februar – 22. März) - The Sweet – Block Buster! - 3 Wochen (23. März – 12. April) - Elton John – Crocodile Rock - 2 Wochen (13. April – 26. April) - Roberta Flack – Killing Me Softly with His Song - 2 Wochen (27. April – 10. Mai, insgesamt 4 Wochen) - The Carpenters feat. Steve Allen – Top of the World - 1 Woche (11. Mai – 17. Mai) - Roberta Flack – Killing Me Softly with His Song - 2 Wochen (18. Mai – 31. Mai, insgesamt 4 Wochen) - Dawn feat. Tony Orlando – Tie a Yellow Ribbon Round the Ole Oak Tree - 10 Wochen (1. Juni – 9. August) - Three Dog Night – Shambala - 2 Wochen (10. August – 23. August) - Clint Holmes – Playground in My Mind - 2 Wochen (24. August – 6. September) - Helen Reddy – Delta Dawn - 6 Wochen (7. September – 18. Oktober) - Paul Simon – Take Me to the Mardi Gras - 3 Wochen (19. Oktober – 8. November) - Cher – Half-Breed - 1 Woche (9. November – 17. November) - Les Humphries Singers – Mexico - 1 Woche (16. November – 22. November) - The Sweet – The Ballroom Blitz - 3 Wochen (23. November – 13. Dezember) - Ringo Starr – Photograph - 2 Wochen (14. Dezember – 27. Dezember) - Für die Zeit vom 28. Dezember 1973 bis zum 24. Januar 1974 wurde keine Hitparade veröffentlicht. |